# 志戸田用水隧道
志戸田用水隧道（しとだようすいずいどう）は、宮城県富谷市志戸田にあった農業用水用隧道（トンネル）で、主に富谷市志戸田地区、大和町舞野地区に水を供給していた。現在は使われていない。

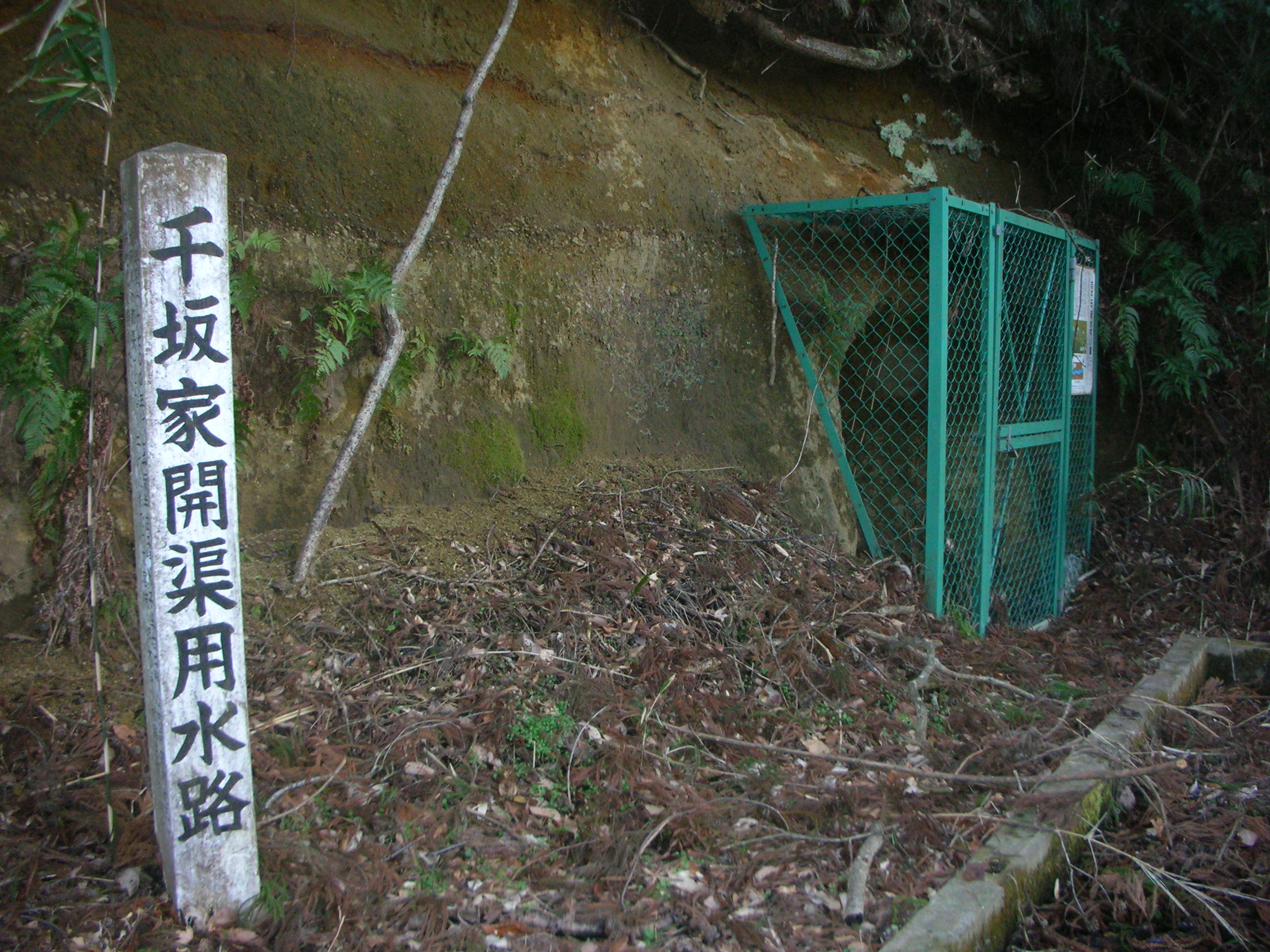
志戸田用水隧道3号出口

## 隧道の構造

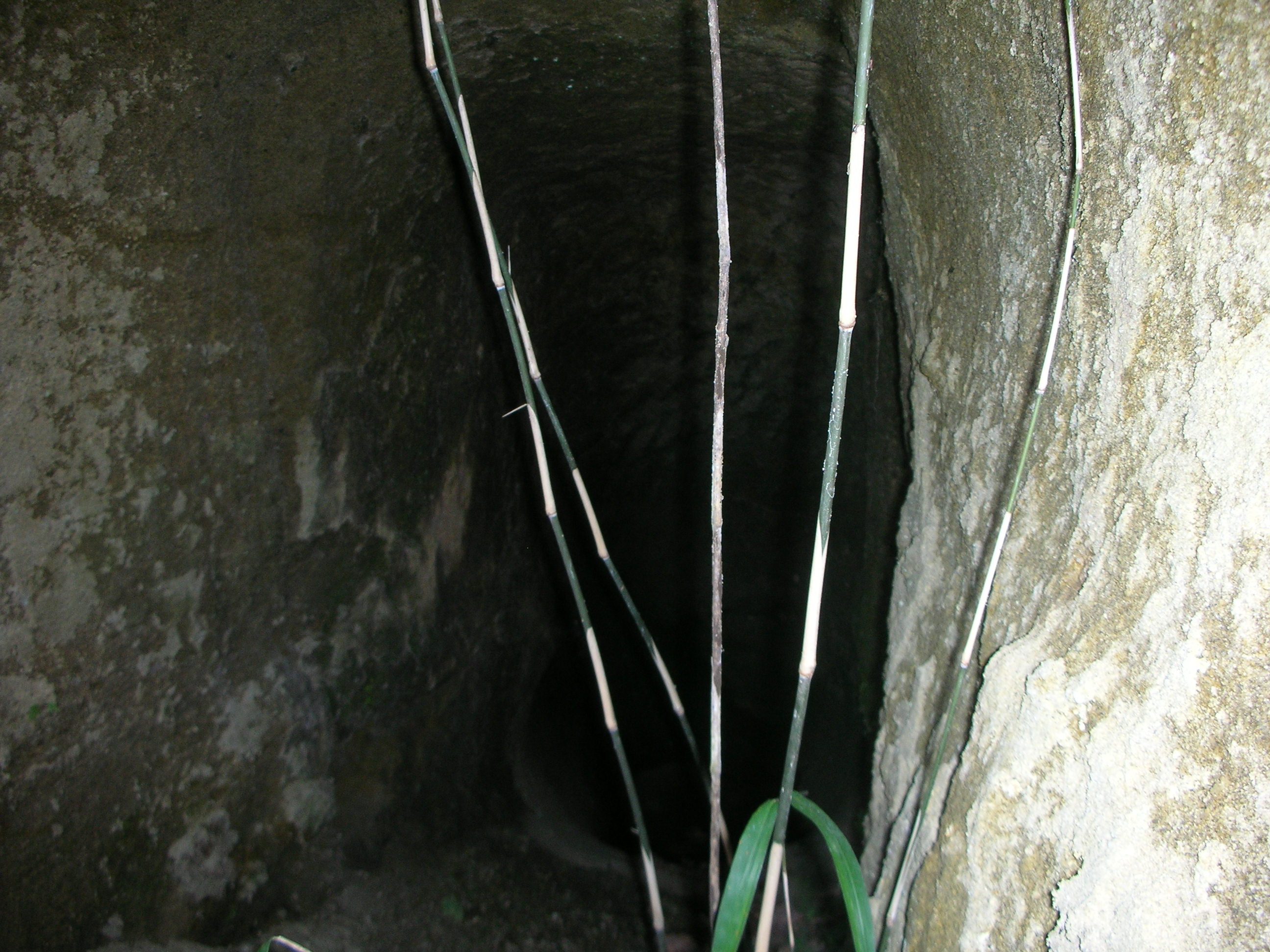
志戸田用水隧道

全長約2750mの用水路のうち、合計約600mの3つの隧道があり各々、縦横120cmほどの四角い構造となっている。隧道内部の地肌はむき出しとなっているものの、水によって浸食されることが少なくなるよう、又、浮遊物が隧道内に滞って詰まり、水の流れの妨げとなることがないような工夫が随所になされていて、長年の使用に耐えうる構造となっていた。
- 1号隧道　約120m
- 2号隧道　約130m
- 3号隧道北緯38度25分47.13秒 東経140度53分18.82秒　約350m

## 沿革
- 1736年（享保21年）仙台藩志戸田村（現：富谷市志戸田）など[4]の肝入だった、千坂半左衛門の主導で吉田川の綱木堰から[5]志戸田村や舞野村の水田の水不足解消の為に千坂家個人の私財を投入し、用水堀の掘削に着手した。地盤の弱い個所の水路は度々の吉田川の氾濫で、堀自体が土砂で埋まったり、川自体の浸食作用で削られるなどして使用に耐えなくなる為に、全工程、約2750mのところ、3箇所に於いては、隧道を掘って、川の氾濫時にも耐えうる構造とせざるをえなかった。工事は困難を極め、千坂半左衛門の子、孫が工事を引き継いだ。
- 1786年（天明6年）頃　およそ50年の歳月をかけ完成し、通水が開始された。
- 1987年（昭和63年）　新しいコンクリート製の新用水路に置き換えられ、当時の用水路は使用を終え埋め立てられ、トンネル（隧道）は閉鎖された。閉鎖後は一部を地元、富谷市が管理している[6]。

## 周辺の歴史的建造物など
- 行神社 - 富谷市志戸田字塩竈15
- 富谷宿 - 1618年（元和4年）開設
- 富ヶ岡公園 - 1891年（明治24年）開設
- 原阿佐緒記念館

## アクセス
- 東北自動車道大和ICから車で10分
- 仙台北部道路富谷ICから車で10分
- 東北自動車道泉ICから車で20分